# Big Willie Style
Big Willie Style – pierwszy solowy album Willa Smitha, po spędzeniu większości kariery w duecie DJ Jazzy Jeff & The Fresh Prince. Album został wydany przez Columbia Records w Stanach Zjednoczonych 25 grudnia 1997. Wszystkie single z albumu zajęły bardzo wysokie miejsca na listach przebojów całego świata. Singiel "Men In Black" znalazł się również na ścieżce dźwiękowej z filmu o tym samym tytule. Album ten odniósł niesamowity sukces na całym świecie i pokrył się dziewięciokrotną platyną w Stanach Zjednoczonych.

## Lista utworów
| #  | Tytuł                             | Goście                | Czas |
| -- | --------------------------------- | --------------------- | ---- |
| 1  | "Intro"                           |                       | 1:57 |
| 2  | "Y'All Know"                      |                       | 3:57 |
| 3  | "Gettin' Jiggy Wit It"            |                       | 3:47 |
| 4  | "Candy"                           | Larry Blackmon, Cameo | 3:56 |
| 5  | "Chasing Forever"                 |                       | 4:16 |
| 6  | "Keith B-Real I (Interlude)"      |                       | 1:07 |
| 7  | "Don't Say Nothin'"               |                       | 4:22 |
| 8  | "Miami"                           |                       | 3:17 |
| 9  | "Yes Yes Y'All"                   | Camp Lo               | 4:23 |
| 10 | "I Loved You"                     |                       | 4:12 |
| 11 | "Keith B-Real II (Interlude)"     |                       | 0:30 |
| 12 | "It's All Good"                   |                       | 4:04 |
| 13 | "Just the Two of Us"              |                       | 5:15 |
| 14 | "Keith B-Real III (Interlude)"    |                       | 1:54 |
| 15 | "Big Willie Style"                | Left Eye              | 3:35 |
| 16 | "Men In Black"                    | Coko                  | 3:47 |
| 17 | "Just Cruisin'" (utwór dodatkowy) |                       | 3:59 |

## Single
- Men In Black
- Just Cruisin'
- Gettin' Jiggy wit It
- Just the Two of Us
- Miami